# Gasparia rupicola
Gasparia rupicola är en spindelart som beskrevs av Forster 1970. Gasparia rupicola ingår i släktet Gasparia och familjen Desidae. Inga underarter finns listade i Catalogue of Life.